# En Karmel
En Karmel (hebräisch עֵין כַּרְמֶל ʿEjn Karmel) ist ein Kibbuz an der israelischen Karmelküste bei Atlit. En Karmel hat Stand 2018 915 Einwohner und liegt etwa 15 Kilometer südlich von Haifa an der Landstraße Haifa–Tel Aviv.
En Karmel wurde 1950 durch den Zusammenschluss der Bewohner des früheren Kibbuz En haJam mit einer Gruppe von Kibbuzniks aus Ramat Rachel bei Jerusalem gegründet. Der Name des Kibbuz bezieht sich auf die Lage am Fuß des Karmelgebirges.
Nahe En Karmel befindet sich das Naturschutzgebiet Nachal Me’arot. Im Nachal Me’arot wurden wichtige Funde aus prähistorischer Zeit gemacht, die belegen, dass die dortigen Höhlen (unter anderem die Skhul-Höhle) seit etwa 200.000 Jahren besiedelt waren.